# (1006) Lagrangea
Pour les articles homonymes, voir Lagrange.
(1006) Lagrangea est un astéroïde de la ceinture principale découvert le 12 septembre 1923 par l'astronome russe Sergueï Beljawsky nommé en honneur de Joseph-Louis Lagrange.
Sa désignation provisoire était 1923 OU.